# Онлайн семинар
Онлайн семинар е общо понятие, което се употребява при провеждане на семинар, обучение или курс в онлайн дигитална среда. Въпреки че терминът се употребява за формат на обучение семинар, той може да включва и други формати като курс, обучение, тренинг и така нататък.
Техническите средства за провеждане на онлайн семинар от участниците най-често са преносим компютър, смартфон, таблет и по-рядко персонален компютър, тъй като обикновено платформите за провеждане на дигитални обучения изискват и вградена уебкамера. Самото обучение може да се проведе с видео образ или само с аудио.